# Canton de Rochechouart
Le canton de Rochechouart est une circonscription électorale française située dans le département de la Haute-Vienne et la région Nouvelle-Aquitaine.

## Géographie
Ce canton est organisé autour de Rochechouart dans l'arrondissement de Rochechouart. Son altitude varie de 159 m (Rochechouart) à 498 m (Dournazac).
Il est intégré au Parc naturel régional Périgord Limousin.

## Représentation

### Conseillers généraux de 1833 à 2015
| Période | Période      | Identité                       | Étiquette       | Qualité |
| ------- | ------------ | ------------------------------ | --------------- | --- |
| 1833    | 1835 (décès) | Jacques Simon (de) Larazide    |                 | Procureur du Roi à Rochechouart |
| 1836    | 1836         | M. Delavaud                    |                 | Juge d'instruction |
| 1836    | 1845         | Hippolyte Périgord de Beaulieu |                 | Propriétaire Maire de Rochechouart |
| 1845    | 1869 (décès) | Hilaire-Albert Simon           |                 | Juge de paix Maire de Rochechouart, conseiller d'arrondissement                                                                                 |
| 1870    | 1871         | Gaston Chemison-Dubois         |                 | Avocat au barreau de Rochechouart |
| 1871    | 1881 (décès) | Pierre Soury-Lavergne          | Droite          | Grand propriétaire terrien et agronome Député (1871-1876)                                                                                       |
| 1882    | 1889         | Nicolas Guimbelot              | Droite          | Propriétaire Maire de Videix |
| 1890    | 1895         | Joseph Chambounaud             | Gauche          | Médecin Maire de Chéronnac |
| 1896    | 1913         | Jean-Baptiste Marquet          | Gauche radicale | Médecin Maire de Rochechouart Député (1910-1914)                                                                                                |
| 1913    | 1931         | Jean Leclerc                   | SFIO            | Négociant Maire de Vayres Sénateur (1927-1936)                                                                                                  |
| 1931    | 1940         | Charles Leclerc                | SFIO            | Négociant en vins Maire de Vayres |
|         |              |                                |                 | |
| 1942    | 1945         | Raymond Proust                 |                 | Industriel Membre de la Commission administrative de la Haute-Vienne (1940-1942) , maire de Rochechouart Nommé conseiller départemental en 1942 |
|         |              |                                |                 | |
| 1945    | 1963 (décès) | Charles Leclerc                | SFIO            | Négociant en vins Maire de Vayres |
| 1963    | 1994         | Léon Pagnoux                   | PCF             | Agriculteur, maire de Rochechouart (1957-1990), suppléant du député Marcel Rigout (1967 → 1968) et (1973 → 1978)                                |
| 1994    | 2008         | Marcel Raynaud                 | PS              | Enseignant retraité Adjoint au maire de Rochechouart (1995-2008), suppléant du député Daniel Boisserie (1997 → 2007)                            |
| 2008    | 2015         | Michel Fages (1943-2017)       | PS              | Adjoint au maire de Rochechouart (2001-2014) |

### Conseillers d'arrondissement (de 1833 à 1940)
Le canton de Rochechouart avait deux conseillers d'arrondissement.
| Période                                  | Période | Identité                         | Étiquette                | Qualité |
| ---------------------------------------- | ------- | -------------------------------- | ------------------------ | --- |
| 1833                                     | 1845    | Hilaire-Albert Simon (1793-1869) |                          | Maire de Rochechouart                                                                                       |
| 1845                                     | 1848    | M. Baudequin-Champauvy           |                          | |
|                                          |         |                                  |                          | |
| 1898                                     | 1910    | M. Braudy                        | Républicain opportuniste | |
| 1898                                     |         | Albert Boisramé                  | Républicain opportuniste | Avoué à Rochechouart                                                                                        |
| 1910                                     |         | M. Beaumier                      | Radical                  | |
|                                          |         |                                  |                          | |
| 1928                                     | 1934    | Pierre Rougier (1873-1945)       | SFIO                     | Propriétaire, adjoint au maire de Rochechouart                                                              |
| 1928                                     | 1940    | Joseph Ringuet                   | SFIO puis Soc.ind.       | Agriculteur, maire de Videix                                                                                |
| 1934                                     | 1940    | Gaston Delavie (1888-1975)       | SFIO                     | Pâtissier restaurateur, maire de Rochechouart                                                               |
| 1940                                     |         |                                  |                          | Les conseils d'arrondissement ont été suspendus par la loi du 12 octobre 1940 et n'ont jamais été réactivés |
| Les données manquantes sont à compléter. |         |                                  |                          | |

### Conseillers départementaux depuis 2015
| Période élective | Période élective | Mandat | Mandat   | Identité                      | Nuance | Nuance | Qualité |
| ---------------- | ---------------- | ------ | -------- | ----------------------------- | ------ | ------ | --- |
| 2015             | 2021             | 2015   | 2021     | Yves Raymondaud               |        | PS     | 6e vice-président chargé de la ruralité et du développement numérique, Saint-Auvent Ancien conseiller général du Canton de Saint-Laurent-sur-Gorre (2011-2015) |
| 2015             | 2021             | 2015   | 2021     | Jocelyne Rejasse              |        | PS     | Employée Maire de Vayres (2001-2020) |
| 2021             | 2028             | 2021   | En cours | Anne Marie Almoster Rodrigues |        | PS     | Cheffe d'entreprise Maire de Rochechouart (2020-) Ancienne Conseillère Régionale Déléguée à l'économie de Proximité et aux TPE de Nouvelle-Aquitaine (2015-2021) 1ère Vice-Présidente au PNR Périgord-Limousin (2015-) 11ème Vice-présidente du conseil départemental, chargée de l'éducation et de la jeunesse |
| 2021             | 2028             | 2021   | En Cours | Yves Raymondaud               |        | PS     | Retraité de la Sécurité sociale, ancien conseiller municipal de Saint-Auvent Ancien conseiller général du Canton de Saint-Laurent-sur-Gorre (2011-2015) |

### Résultats détaillés

#### Élections de mars 2015
À l'issue du 1er tour des élections départementales de 2015, trois binômes sont en ballottage : Yves Raymondaud et Jocelyne Rejasse (PS, 29,16 %), Guy Baudrier et Hélène Tricard (FG, 27,47 %) et Bruno Descubes et Dominique Sauget (DVD, 22,7 %). Le taux de participation est de 60,25 % (7 943 votants sur 13 184 inscrits) contre 57,81 % au niveau départemental et 50,17 % au niveau national.
Au second tour, Yves Raymondaud et Jocelyne Rejasse (PS) sont élus avec 58,65 % des suffrages exprimés et un taux de participation de 59,08 % (3 861 voix pour 7 787 votants et 13 181 inscrits).

#### Élections de juin 2021
Le premier tour des élections départementales de 2021 est marqué par un très faible taux de participation (33,26 % au niveau national). Dans le canton de Rochechouart, ce taux de participation est de 40,92 % (5 254 votants sur 12 839 inscrits) contre 37,25 % au niveau départemental. À l'issue de ce premier tour, deux binômes sont en ballottage : Anne Marie Almoster Rodrigues et Yves Raymondaud (PS, 49,01 %) et Vanessa Lannette et Jean-Philippe Verne (DVD, 21,37 %).
Le second tour des élections est marqué une nouvelle fois par une abstention massive équivalente au premier tour. Les taux de participation sont de 34,36 % au niveau national, 38,38 % dans le département et 41,41 % dans le canton de Rochechouart. Anne Marie Almoster Rodrigues et Yves Raymondaud (PS) sont élus avec 67,39 % des suffrages exprimés (3 203 voix pour 5 318 votants et 12 841 inscrits),,. 

## Composition

### Composition avant 2015

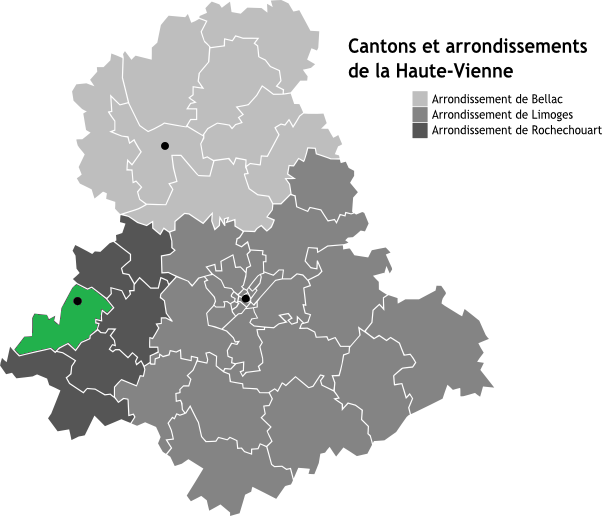
Situation du canton de Rochechouart dans le département de la Haute-Vienne avant 2015.

Le canton de Rochechouart regroupait 5 communes.
| Nom                      | Code Insee | Codepostal | Superficie (km2) | Population (dernière pop. légale) | Densité (hab./km2) |
| ------------------------ | ---------- | ---------- | ---------------- | --------------------------------- | ------------------ |
| Rochechouart (chef-lieu) | 87126      | 87600      | 53,88            | 3 794 (2012)                      | 70                 |
| Chéronnac                | 87044      | 87600      | 18,90            | 330 (2012)                        | 17                 |
| Les Salles-Lavauguyon    | 87189      | 87440      | 12,32            | 175 (2012)                        | 14                 |
| Vayres                   | 87199      | 87600      | 38,13            | 825 (2012)                        | 22                 |
| Videix                   | 87204      | 87600      | 16,63            | 222 (2012)                        | 13                 |

### Composition depuis 2015
Le canton comprend désormais vingt-deux communes entières.
| Nom                                  | Code Insee | Intercommunalité                 | Superficie (km2) | Population (dernière pop. légale) | Densité (hab./km2) | Modifier                                    |
| ------------------------------------ | ---------- | -------------------------------- | ---------------- | --------------------------------- | ------------------ | ------------------------------------------- |
| Rochechouart (bureau centralisateur) | 87126      | CC Porte Océane du Limousin      | 53,88            | 3 637 (2022)                      | 68                 | modifier les données · modifier les données |
| Champagnac-la-Rivière                | 87034      | CC Ouest Limousin                | 24,46            | 591 (2022)                        | 24                 | modifier les données · modifier les données |
| Champsac                             | 87036      | CC Ouest Limousin                | 23,94            | 688 (2022)                        | 29                 | modifier les données · modifier les données |
| La Chapelle-Montbrandeix             | 87037      | CC Ouest Limousin                | 19,83            | 264 (2022)                        | 13                 | modifier les données · modifier les données |
| Chéronnac                            | 87044      | CC Porte Océane du Limousin      | 18,90            | 315 (2022)                        | 17                 | modifier les données · modifier les données |
| Cognac-la-Forêt                      | 87046      | CC Ouest Limousin                | 31,56            | 1 199 (2022)                      | 38                 | modifier les données · modifier les données |
| Cussac                               | 87054      | CC Ouest Limousin                | 31,70            | 1 148 (2022)                      | 36                 | modifier les données · modifier les données |
| Dournazac                            | 87060      | CC Pays de Nexon-Monts de Châlus | 35,97            | 669 (2022)                        | 19                 | modifier les données · modifier les données |
| Gorre                                | 87073      | CC Ouest Limousin                | 16,17            | 388 (2022)                        | 24                 | modifier les données · modifier les données |
| Maisonnais-sur-Tardoire              | 87091      | CC Ouest Limousin                | 31,89            | 376 (2022)                        | 12                 | modifier les données · modifier les données |
| Marval                               | 87092      | CC Ouest Limousin                | 38,50            | 481 (2022)                        | 12                 | modifier les données · modifier les données |
| Oradour-sur-Vayres                   | 87111      | CC Ouest Limousin                | 39,09            | 1 602 (2022)                      | 41                 | modifier les données · modifier les données |
| Pensol                               | 87115      | CC Ouest Limousin                | 15,04            | 179 (2022)                        | 12                 | modifier les données · modifier les données |
| Saint-Auvent                         | 87135      | CC Ouest Limousin                | 33,46            | 969 (2022)                        | 29                 | modifier les données · modifier les données |
| Saint-Bazile                         | 87137      | CC Ouest Limousin                | 8,58             | 143 (2022)                        | 17                 | modifier les données · modifier les données |
| Saint-Cyr                            | 87141      | CC Ouest Limousin                | 21,30            | 676 (2022)                        | 32                 | modifier les données · modifier les données |
| Saint-Laurent-sur-Gorre              | 87158      | CC Ouest Limousin                | 39,92            | 1 391 (2022)                      | 35                 | modifier les données · modifier les données |
| Saint-Mathieu                        | 87168      | CC Ouest Limousin                | 40,39            | 1 069 (2022)                      | 26                 | modifier les données · modifier les données |
| Sainte-Marie-de-Vaux                 | 87162      | CC Ouest Limousin                | 5,55             | 206 (2022)                        | 37                 | modifier les données · modifier les données |
| Les Salles-Lavauguyon                | 87189      | CC Porte Océane du Limousin      | 12,32            | 157 (2022)                        | 13                 | modifier les données · modifier les données |
| Vayres                               | 87199      | CC Porte Océane du Limousin      | 38,13            | 708 (2022)                        | 19                 | modifier les données · modifier les données |
| Videix                               | 87204      | CC Porte Océane du Limousin      | 16,63            | 204 (2022)                        | 12                 | modifier les données · modifier les données |
| Canton de Rochechouart               | 8718       |                                  | 597,21           | 17 060 (2022)                     | 29                 | modifier les données                        |

## Démographie

### Démographie avant 2015
| 1962  | 1968  | 1975  | 1982  | 1990  | 1999  | 2006  | 2011  | 2012  |
| ----- | ----- | ----- | ----- | ----- | ----- | ----- | ----- | ----- |
| 7 089 | 6 783 | 6 419 | 5 930 | 5 731 | 5 289 | 5 369 | 5 337 | 5 346 |

### Démographie depuis 2015
En 2022, le canton comptait 17 060 habitants, en évolution de −1,99 % par rapport à 2016 (Haute-Vienne : −0,68 %, France hors Mayotte : +2,11 %).
| 2013   | 2018   | 2022   |
| ------ | ------ | ------ |
| 17 528 | 17 235 | 17 060 |